# Tipula tillyardana
Tipula tillyardana är en tvåvingeart som beskrevs av Alexander 1970. Tipula tillyardana ingår i släktet Tipula och familjen storharkrankar. Inga underarter finns listade i Catalogue of Life.